# Lords (fleuve de Nouvelle-Zélande)

Le fleuve Lords de Nouvelle-Zélande est une rivière de l’Île Stewart/Rakiura.